# Communauté de communes du canton de Lyons-la-Forêt
La communauté de communes du canton de Lyons-la-Forêt est une ancienne communauté de communes française, située dans le département de l'Eure et dans la région Normandie.

## Histoire
Au terme de 20 ans d'existence, la Communauté de communes du canton de Lyons-la-Forêt fusionne avec la Communauté de Communes de l'Andelle
au sein d'une nouvelle communauté de communes de Lyons Andelle.

## Composition
Elle regroupe 13 communes :
| Nom                    | Code Insee | Gentilé        | Superficie (km2) | Population (dernière pop. légale) | Densité (hab./km2) |
| ---------------------- | ---------- | -------------- | ---------------- | --------------------------------- | ------------------ |
| Lyons-la-Forêt (siège) | 27377      | Lyonsais       | 26,99            | 743 (2014)                        | 28                 |
| Beauficel-en-Lyons     | 27048      | Beauficelois   | 7,20             | 194 (2014)                        | 27                 |
| Bézu-la-Forêt          | 27066      | Baciviens      | 8,98             | 285 (2014)                        | 32                 |
| Bosquentin             | 27094      | Bosquentinois  | 6,90             | 138 (2014)                        | 20                 |
| Fleury-la-Forêt        | 27245      | Fleurysiens    | 7,85             | 276 (2014)                        | 35                 |
| Les Hogues             | 27338      | Hoguais        | 11,81            | 632 (2014)                        | 54                 |
| Lilly                  | 27369      | Lilliaciens    | 6,03             | 78 (2014)                         | 13                 |
| Lisors                 | 27370      | Lisorciens     | 10,75            | 348 (2014)                        | 32                 |
| Lorleau                | 27373      | Lorléens       | 12,31            | 139 (2014)                        | 11                 |
| Rosay-sur-Lieure       | 27496      | Rosayens       | 8,21             | 542 (2014)                        | 66                 |
| Touffreville           | 27649      | Touffrevillais | 10,68            | 343 (2014)                        | 32                 |
| Le Tronquay            | 27664      | Tronquois      | 19,06            | 513 (2014)                        | 27                 |
| Vascœuil               | 27672      | Vascœuillais   | 7,39             | 350 (2014)                        | 47                 |